# Varjasi Tamás
Varjasi Tamás (Kustánszeg, 1947. július 31. –) képzőművész, iparművész.
Művei a képzőművészet és az iparművészet határán valósulnak meg. Készít dísztárgyakat, belsőépítészeti elemeket, táblaképeket, féldomborműveket, kisplasztikákat.

## Élete
A művészettel először édesapja hatására került közeli kapcsolatba, aki tánctanár volt, így már kiskorától kezdve alkotni akart valamit. A Rákóczi Gimnáziumba járt, a középiskola után fordult a képzőművészethez.

## Művészeti tevékenység
1961 és 1964 között a Dési Huber István Képzőművészeti Körben Laborcz Ferenctől tanult, majd Lisztes István volt a mestere a Ferenczy István Képzőművész Körben.
A DunapART Művésztársaság tagja. Állandó kiállításai a Budai Várban és a Balta közben tekinthetőek meg.

## Díjak
2002-ben Magyar Köztársasági Arany Érdemkereszttel tüntették ki.

## Kiállítások
- 1971, 1973, 1975, 1993 • Budapest
- 1976 • Művelődési Központ, Tata
- 1977 • Képcsarnok, Dunaújváros
- 1981 • Sopron • Dunaújváros
- 1982 • Népház Galéria, Tatabánya
- 1984 • Benczúr Terem, Nyíregyháza
- 1986 • Várszínház Galéria, Budapest
- 1987 • Egry József Terem, Nagykanizsa • Bécs • Szirák
- 1988 • Graz
- 1990 • Lottum 19 Galerie, Berlin • Trieszt • Hamburg • Izerlohn
- 1993 • Frankfurt • Berlin • Duna Galéria, Budapest
- 1994 • Koppelplatz Galerie, Berlin
- 1995 • Bartók Béla Művelődési Központ, Mohács • OTP Bank Galéria, Budapest
- 1996 • Volán Elektronika, Budapest.[3]